# هوبير ديوتش
هوبير ديوتش (بالألمانية: Hubert Deutsch)‏ هو موزع نمساوي، ولد في 3 مايو 1925، وتوفي في 16 يونيو 2018.